# Kuroko’s Basket
Kuroko’s Basket (jap. 黒子のバスケ Kuroko no basuke; znane w Stanach Zjednoczonych również jako Kuroko’s Basketball) – manga autorstwa Tadatoshiego Fujimakiego, publikowana na łamach magazynu „Shūkan Shōnen Jump” wydawnictwa Shūeisha od grudnia 2008 do września 2014. Manga opowiada historię szkolnej drużyny koszykówki, która stara się wygrać zawody ogólnokrajowe.
Na podstawie mangi powstała również adaptacja anime wyprodukowana przez studio Production I.G, która doczekała się trzech sezonów emitowanych w latach 2012–2015. W marcu 2017 premierę miał również film kinowy, zatytułowany Kuroko’s Basketball: Last Game.
W Polsce manga została wydana przez wydawnictwo Waneko.

## Fabuła
Parę lat temu drużyna koszykówki Gimnazjum Teikō bardzo urosła w siłę, co pozwoliło im pokonać pozostałe drużyny. Gracze z pierwszego składu zostali nazwani Pokoleniem Cudów (jap. 奇跡の世代 Kiseki no sedai). Po ukończeniu gimnazjum Pokolenie Cudów rozeszło się, gdyż każdy zawodnik wybrał inną szkołę średnią z dobrą drużyną koszykarską. Jednak z Pokoleniem Cudów wiązała się pewna plotka. Mało kto wiedział, że istniał jeszcze jeden zawodnik – szósty, Gracz Widmo. Ta tajemnicza osoba, jest obecnie uczniem pierwszej klasy Liceum Seirin, nowej szkoły z dość dobrą drużyną koszykarską, aczkolwiek mało znaną. Obecnie Tetsuya Kuroko, szósty zawodnik Pokolenia  Cudów i Taiga Kagami, utalentowany gracz, który większość swojego życia spędził w Ameryce – kolebce koszykówki, postawili sobie za cel sprawić żeby ich liceum wygrało zawody ogólnokrajowe, pokonując przy tym po kolei wszystkich kolegów ze starej drużyny Kuroko.

## Bohaterowie
Tetsuya Kuroko (jap. 黒子 テツヤ Kuroko Tetsuya)
Seiyū: Kenshō Ono 
Główny bohater mangi. Należał do drużyny „Pokolenia Cudów”, nazywany „Szóstym Zawodnikiem Widmo”. Jest wyspecjalizowany w zmyłkach i podaniach. Obecnie gra w drużynie Liceum Seirin i jest ich „tajną bronią”. Chociaż był istotnym członkiem Kiseki no Sedai (pokolenia cudów) i szanowali go pozostali członkowie drużyny, to pozostał nieznany. Głównym tego powodem jest jego budowa ciała. Niski, szczupły, nie rzucający się w oczy, jest bardzo łatwo go przegapić. Poza tym nigdy nie trafiał do kosza. Kuroko posiada zdolność misdirection, która pozwala mu ukraść piłkę, zmienić jej trajektorię, czy wręcz zmienić jej prędkość, nie będąc przy tym zauważonym przez członków drużyny przeciwnej. Jednak, jeśli gra zbyt długo, to przeciwnicy, zaczynają się do niego przyzwyczajać i jego skuteczność spada, a w tym wypadku, jest zmuszony usiąść na ławce rezerwowych, by następnie powrócić do gry w ostatnich minutach meczu.
Kuroko jest niskiej postury jak na koszykarza, mierzy zaledwie 168 cm. Ma jasnoniebieskie włosy i takiegoż koloru oczy. Ma dość jasną cerę. W drużynie Seirin nosi numer 11, natomiast w Teiko nosił numer 15. Tetsuya w metaforyczny sposób mówi o sobie, że jest „cieniem” i że potrzebuje „światła”. „Jestem bohaterem drugoplanowym, cieniem... Ale cień staje się tym ciemniejszy im mocniej świeci światło, a dzięki niemu biel światła staje się bardziej widoczna”.  Mówiąc to Kuroko, ma na myśli, że gra dla innych i staje się silniejszy, kiedy jego partner jest silny. Dawniej jego światłem był Aomine, obecnie jest nim Kagami. Tetsuya jest bardzo pracowity i zawsze stawia dobro drużyny ponad swoje.
Taiga Kagami (jap. 火神 太我 Kagami Taiga)
Seiyū: Yūki Ono 
Drugi główny bohater mangi. Jest asem drużyny Seirin. Przyjaciel i kolega z boiska Tetsuyi. Jego marzeniem jest pokonanie członków Kiseki no Sedai i zostanie najlepszym koszykarzem w Japonii. Jest naturalnie utalentowanym koszykarzem, w szczególność ma talent do skoków, przez co został opisany jako „Cud, który nie stał się jednym z Cudów”. Gdy wrócił do Japonii, był rozczarowany stosunkowo niskim poziomem koszykówki w porównaniu do umiejętności graczy w Stanach Zjednoczonych. Jego talent pozwala mu nie tylko robić imponujące wsady, ale również pozwala mu dobrze blokować wyższych przeciwników. Mimo bycia muskularnym i wysokim, to jego ciało jest nadal za słabe w stosunku do jego oczekiwań i wymagań wobec siebie samego, co prowadzi do urazów. Ma ciemnoczerwone włosy oraz tego samego koloru oczy. Ma 190cm. Nosi koszulkę z numerem 10.
Ryōta Kise (jap. 黄瀬 涼太 Kise Ryōta)
Seiyū: Ryōhei Kimura 
Jeden z członków Pokolenia Cudów, obecnie gra w Liceum Kaijō. Jego specjalną umiejętnością jest Perfect Copy (umiejętność skopiowania wszystkiego co zobaczy). Dzięki swojej zdolności mógł powtórzyć wszystko co zobaczył jednym spojrzeniem, ale przez to był bardzo znudzony, bo wszystko przychodziło mu zbyt łatwo. W drugiej klasie gimnazjum zaczął grać w koszykówkę, do której nieświadomie zachęcił go Aomine. Kise mimo starań nie udało się skopiować stylu gry Aomine, przez co nie znudziła mu się koszykówka. Kise do imion osób które szanuje i uważa za silne dodaje -cchi. Ma on blond włosy i bursztynowe oczy. Ma 189 cm. Nosi koszulkę z numerem 7, w Teiko był to numer 8.
Shintarō Midorima (jap. 緑間 真太郎 Midorima Shintarō)
Seiyū: Daisuke Ono 
Był najlepszym strzelcem Pokolenia Cudów, obecnie gra w jednej z drużyn Trzech Królów Tokio – Liceum Shūtoku. Gra na pozycji rzutującego obrońcy. Jego wysoki wzrost i niezachwiany spokój wraz z talentem powodują, że jest w stanie wykonać bardzo dokładny rzut. Jego zasięg nie ogranicza się tylko do standardowego rzutu za 3 punkty, wręcz przeciwnie, jest w stanie oddać rzut z każdej odległości, czy to jest połowa boiska, czy też zupełny jego koniec. Midorima poza meczami ma owinięte taśmą palce, dla ich ochrony przed jakimikolwiek obrażeniami. Poza tym Midorima wierzy w przeznaczenie i naturę losu, dlatego codziennie sprawdza horoskop i zawsze ma przy sobie szczęśliwy przedmiot. Również ze względu na przesadną naturę nie lubi rozmawiać z Kuroko, ponieważ Tetsuya ma grupę krwi typu A, a on B, co jest najgorszym możliwym połączeniem. W drużynie Shūtoku nosi numer 6, natomiast w Teikō przypadł mu 7. Ma 195 cm.
Daiki Aomine (jap. 青峰 大輝 Aomine Daiki)
Seiyū: Jun’ichi Suwabe 
Aomine był asem drużyny Teikō oraz partnerem (światłem) Kuroko. Obecnie gra jako as Akademii Tōō. Szczególnie jego styl gry lubi Kise i stara się go naśladować. Gra na pozycji silnego skrzydłowego, jego talentem jest zręczność oraz siła wraz z niesamowitą prędkością, co czyni z niego trudnego przeciwnika, z kolei jego nieprzewidywalny styl grania sprawia, że jest nie do pokonania. Przez brak osoby, z którą mógłby się zmierzyć, stał się arogancki, mimo iż wcześniej był towarzyski i miły. Aomine jest bardzo wysoki i umięśniony. Ma bardzo ciemną karnację, krótkie ciemnoniebieskie włosy i takiego też koloru oczy.  W Tōō gra z numerem 5, natomiast w drużynie Pokolenia Cudów nosił numer 6. Ma 192 cm.
Atsushi Murasakibara (jap. 紫原敦 Murasakibara Atsushi)
Seiyū: Ken’ichi Suzumura 
Najwyższy z całego pokolenia Cudów, mierzy aż 208 cm. Gra na pozycji środkowego. Jest naturalnie utalentowany nie tylko w blokowaniu, co zawdzięcza wzrostowi, ale także posiada dużą siłę fizyczną. Jest w stanie zablokować każdy rzut, czy też wsad, przez co zwykle dominuje obszar pod koszem. Zwykle widzimy Murasakibarę jedzącego słodycze. Jest lekko dziecinny i sadystyczny. Przez swój wzrost często niezdarny. Z całego Kiseki no Sedai najbardziej rozmarzony. Ma fioletowe włosy i takie same oczy. W Teikō miał numer 5, natomiast w obecnej drużynie Liceum Yōsen nosi 9. Jest potwornie leniwy, dlatego nie robi na boisku nic innego, niż stanie pod koszem i bronienie, co oczywiście przychodzi mu z łatwością.
Seijūrō Akashi (jap. 赤司 征十郎 Akashi Seijūrō)
Seiyū: Hiroshi Kamiya 
Był kapitanem Kiseki no Sedai. Obecnie gra dla Liceum Rakuzan (gdzie również jest kapitanem). Jest ostatnim przedstawionym zawodnikiem Kiseki no Sedai. Jak na kapitana Cudownego Pokolenia jest niski, mierzy jedynie 173 cm, co czyni go niewiele wyższym od Kuroko. Ma czerwone włosy i tego samego koloru duże oczy. Jednak z czasem jedno z jego oczu stało się koloru żółtego, ponieważ jego talentem jest emperor eye. Potrafi dzięki temu przewidzieć ruch przeciwnika. Jego zdolności przywódcze są tak silne, że potrafi powalić przeciwnika na kolana bez użycia siły fizycznej. Akashi to chłopak po przeżyciach. Gdy był mały, zginęła mu matka, a ojciec jest bardzo surowy. Jedyne co pozostało mu po ukochanej matce, to właśnie koszykówka. Gra na pozycji rozgrywającego. Jako kapitan Teikō nosił numer 4, natomiast zanim nim został posiadał 9. W obecnej drużynie również przypisano mu 4.

## Manga
Manga ukazywała się na łamach magazynu „Shūkan Shōnen Jump” wydawnictwa Shūeisha od 8 grudnia 2008 do 1 września 2014. Całość została zebrana w 30 tankōbonach, wydawanych między 3 kwietnia 2009 a 4 grudnia 2014. 
W Polsce seria została opublikowana nakładem wydawnictwa Waneko. Pierwszy tom ukazał się 15 grudnia 2014, natomiast ostatni – 30 lipca 2018.
Od 29 grudnia 2014 do 3 marca 2016 w czasopiśmie „Jump Next!” ukazywał się sequel mangi zatytułowany Kuroko no Basket: Extra Game (jap. 黒子のバスケ EXTRA GAME). Całość została zebrana w dwóch tomach, wydanych 4 września 2015 i 2 maja 2016.

## Light novel
Na podstawie serii powstała 6-tomowa seria light novel zatytułowana Kuroko no Basket: Replace, która została napisana przez Sawako Hirabayashi i zilustrowana przez Tadatoshiego Fujimakiego. Pierwszy tom został wydany 4 marca 2011, natomiast ostatni 4 września 2015.

## Anime
Telewizyjny serial anime oparty na mandze został wyprodukowany przez studio Production I.G. Jego emisja rozpoczęła się 7 kwietnia i zakończyła 22 września 2012, licząc 25 odcinków. Drugi sezon był emitowany od 6 października 2013 do 29 marca 2014 i również liczył 25 odcinków. Trzeci sezon zadebiutował 10 stycznia 2015 i trwał do 30 czerwca, ponownie składając się z 25 odcinków.
W 2016 roku premierę miały trzy filmy kompilacyjne, które adaptowały wątek poświęcony pucharowi zimowemu. Pierwszy film kompilacyjny, zatytułowany Winter Cup sōshū-hen ~Kage to hikari~, zadebiutował 3 września 2016. Drugi film, zatytułowany Winter Cup sōshū-hen ~Namida no saki e~, trafił do kin 8 października 2016, natomiast ostatnia część trylogii, zatytułowana Winter Cup sōshū-hen ~Tobira no mukō~, swoją premierę miała 3 grudnia 2016.
Film animowany na podstawie serii został zapowiedziany 20 września 2015 podczas wydarzenia KuroBas Cup 2015. W sierpniu 2016 ujawniono, że produkcja będzie nosić tytuł Kuroko’s Basketball: Last Game oraz że stanowi adaptację mangi Kuroko no Basket: Extra Game. Premiera w japońskich kinach odbyła się 18 marca 2017.
W Polsce prawa do streamingu trzech sezonów anime oraz filmu kinowego nabył Netflix.